# Ба Зя-Вунг Тау (провинция)
Ба Зя-Вунг Тау (на виетнамски: Bà Rịa–Vũng Tàu) е виетнамска провинция, разположена в регион Донг Нам Бо. На запад граничи с провинция Донг Най, на север с Бин Тхуан, а на юг и изток с Южнокитайско море. Към провинцията принадлежи и островната група Кон Дао, която освен че е отделна административна единица, също така е и национален парк. Населението е 1 101 600 жители (по приблизителна оценка за юли 2017 г.).

## Административно деление
Провинция Ба Зя-Вунг Тау се състои от два самостоятелни града Ба Зя и Вунг Тау, както и от шест отделни окръга:
- Чау Дук
- Кон Дао
- Дат До
- Лонг Диен
- Тан Тхан
- Суйен Мок